# Pseudoharpax francoisi
Pseudoharpax francoisi är en bönsyrseart som beskrevs av Bolivar 1908. Pseudoharpax francoisi ingår i släktet Pseudoharpax och familjen Hymenopodidae. Inga underarter finns listade i Catalogue of Life.